# Инцидент в Нёноксе
Инцидент в Нёноксе (также известен как взрыв в Нёноксе или взрыв под Северодвинском) — авария, произошедшая 8 августа 2019 года в районе ракетного полигона ВМФ России «Нёнокса» в Архангельской области во время испытаний новой военной техники. В результате взрыва на месте погибли пять человек, двое скончались позже от последствий острой лучевой болезни, ещё четверо пострадавших получили высокие дозы радиационного облучения. На время повысился радиационный фон в расположенном неподалёку Северодвинске.
По сообщению Министерства обороны РФ, причиной инцидента явился взрыв жидкостного ракетного двигателя. Позже государственная корпорация «Росатом» сообщила, что в двигателе использовался радиоизотопный источник питания. В СМИ публиковались предположения, что взрыв был связан с испытаниями крылатой ракеты «Буревестник» с ядерным двигателем или баллистической ракеты «Скиф». Кроме того, появилась гипотеза, что при взрыве был повреждён малогабаритный ядерный реактор, а не радиоизотопный источник питания.

## Инцидент
8 августа 2019 года в 09:00 по московскому времени на военном полигоне «Нёнокса» Беломорской военно-морской базы Северного флота в акватории Двинской губы Белого моря вблизи посёлка Сопка произошёл взрыв на морской платформе (понтоне). Из первых официальных сообщений о ЧП следовало, что погибли два человека, а пострадали от четырёх до пятнадцати, однако позже выяснилось, что на месте погибли пятеро сотрудников РФЯЦ-ВНИИЭФ. Ещё двое военнослужащих скончались от травм в больнице, четыре человека получили высокую дозу облучения и были госпитализированы. Взрыв был зафиксирован Норвежским сейсмологическим центром NORSAR на станции в Бардуфоссе (Тромс, Норвегия).
В Северодвинске, находящемся в 30 километрах от места взрыва, было зафиксировано кратковременное (с 11:50 до 12:20 по московскому времени) повышение радиационного фона до 2 мкЗв/ч при обычном уровне 0,11 мкЗв/ч. При этом сообщение о скачке радиации, появившееся на сайте городской администрации, вскоре было удалено; в мэрии это объяснили тем, что инцидент «не относится к деятельности» городских властей. В Министерстве обороны информацию о превышении радиационного фона в первые дни опровергали, но при этом акватория Двинской губы Белого моря была закрыта для свободного плавания; в результате жители Северодвинска уже в день взрыва бросились в аптеки закупать препараты йода. По данным Северного управления по гидрометеорологии и мониторингу окружающей среды, которые появились только 13 августа, повышение мощности дозы гамма-излучения на постах автоматизированной системы контроля радиационной обстановки было связано с прохождением облака радиоактивных инертных газов. В дальнейшем, при анализе отобранных из воздуха и выпадений проб, Северное УГМС и НПО «Тайфун» обнаружили продукты распада этих газов — короткоживущие техногенные радионуклиды: 91Sr, 139Ba, 140Ba (последний при распаде образует также дочерний радионуклид 140La). У стронция-91 период полураспада составляет 9,5 часа, у бария-139 — 83 минуты, бария-140 — 12,8 дня, у лантана-140 — 40,3 часа. Это короткоживущие продукты деления урана или трансурановых элементов. Они являются продуктом распада ещё более короткоживущих изотопов инертных газов (а не наоборот, как сначала ошибочно сообщалось Росгидрометом) — криптона-91 (период полураспада 8,6 с), ксенона-139 (период полураспада 40 с), ксенона-140 (период полураспада 14 с). В то же время многочисленные изотопы летучего йода, рутения, ниобия, циркония, молибдена, теллура и лантаноидов не были обнаружены, а значит, повреждённое ядерное устройство не было полностью разгерметизировано, так как через дефекты корпуса или фильтры прошли только инертные газы, а все остальные продукты этими фильтрами поглотились. В августе 2019 года суммарный объём бета-активности в воздухе Северодвинска составил 431,0∙10−5 Бк/м³, при среднемесячной норме 3,3∙10−5 Бк/м³.
Повышенный уровень бета-излучения наблюдался 9, 10 и 11 августа в Архангельске. Эксперт российского отделения Greenpeace Рашид Алимов охарактеризовал зафиксированные значения как невысокие, отметив при этом значительное расстояние от места взрыва и отсутствие ясности в отношении состава радионуклидов, попавших в окружающую среду, от которого зависит влияние на природу и человека. Директор лаборатории CRIIRAD Брюно Шарейрон прокомментировал, что при анализе нельзя ограничиваться показателями мощности дозы излучения, а нужно обязательно знать типы радионуклидов, поскольку многие высокорадиотоксичные радионуклиды являются крайне низкоинтенсивными по гамма-излучению.
Рост гамма-излучения на 3—5 мкР/ч был зафиксирован в Терском районе Мурманской области — в посёлке Умба, сёлах Кашкаранцы и Пялица, при этом уровень радиации оставался в пределах естественного радиационного фона.

## Причины
По утверждению Минобороны и корпорации «Росатом», на полигоне взорвался жидкостный ракетный двигатель (в качестве топлива предположительно использовался гептил), в котором использовался радиоизотопный источник питания, который также получил повреждения при взрыве. Эта же версия была приведена в газете «Известия».
Эксперты по ядерному оружию из Института международных исследований Миддлбери Джеффри Льюис и Энн Пеллегрино на основании спутниковых фотографий и косвенных данных высказали мнение, что инцидент произошёл во время испытаний крылатой ракеты «Буревестник» с ядерной установкой. При этом другие эксперты (Майкл Кофман из Центра Вильсона и пр.) поставили под сомнение связь взрыва с «Буревестником».
Неназванный источник в администрации президента США не подтвердил и не опроверг возможный факт испытания крылатой ракеты с ядерной установкой, выразив сомнение в официальной версии российских властей. Позже на инцидент отреагировал бывший президент США Дональд Трамп, заявивший на своей странице в Twitter, что происшествие связано с крылатой ракетой «Буревестник», однако российские военные эксперты Игорь Коротченко и Виктор Мураховский усомнились в наличии оснований для таких заявлений.
По мнению физиков Владимира Вагнера из Института ядерной физики чешской Академии наук и Нильса Бёмера, руководителя отдела исследований и разработок из правительственного агентства Норвегии по выводу из эксплуатации исследовательских ядерных реакторов и по работе с ядерными отходами (Norwegian Nuclear Decommissioning), состав изотопов, идентифицированных Росгидрометом, свидетельствует о том, что источником их происхождения был ядерный реактор. По заявлению Бёмера, присутствие таких продуктов распада, как барий и стронций, указывает на цепную ядерную реакцию и является доказательством того, что имел место взрыв ядерного реактора. В случае аварии с так называемым РИТЭГ ни один из этих изотопов не был бы обнаружен. Того же мнения Гринпис России.
CNBC со ссылкой на данные американской разведки высказала версию, что взрыв произошёл во время операции по подъёму со дна океана потерянной при предыдущих испытаниях ракеты с ядерной силовой установкой.
26 августа и. о. постпреда России при международных организациях в Вене Алексей Карпов на 53-й сессии рабочей группы по вопросам проверки Подготовительной комиссии Организации Договора о всеобъемлющем запрещении ядерных испытаний (ДВЗЯИ) сообщил, что испытания, проводившиеся 8 августа под Северодвинском, были связаны с разработкой оружия, создание которого Россия была вынуждена начать «в качестве одной из ответных мер в связи с односторонним выходом США из Договора об ограничении систем противоракетной обороны». Он заявил, что никакой опасности жизни и здоровью населения в связи с инцидентом нет и что авария не имеет никакого отношения к ядерным испытаниям и не относится к предмету ДВЗЯИ.
21 октября помощник госсекретаря США по контролю над вооружениями Томас Динанно в интервью газете The Washington Times заявил, что ЧП под Северодвинском произошло в ходе поднятия со дна моря ракеты «Буревестник» (Skyfall), пролежавшей там около года: «Причиной взрыва стал серьёзный сбой у Skyfall. Произошла неконтролируемая ядерная реакция, которая привела к выбросу радиации в то время, когда российские специалисты поднимали ракету со дна». По его словам, причиной реакции стало то, что ядерное топливо перестало охлаждаться морской водой. По словам Динанно, ракета оказалась на дне после неудачных испытаний, а выброс радиации не представлял угрозы населению. Динанно обвинил российские власти в дезинформации и попытке сокрытия произошедшего.

## Пострадавшие
Шесть пострадавших при аварии были направлены в больницы Архангельска: трое в Архангельскую областную клиническую больницу и трое в Северный медицинский клинический центр имени Н. А. Семашко ФМБА России, в дальнейшем поражённых из областной больницы эвакуировали в Москву в «Государственный научный центр Российской Федерации — Федеральный медицинский биофизический центр имени А. И. Бурназяна» ФМБА России.
В ходе перевозки двое пострадавших скончались от последствий острой лучевой болезни.
При поступлении поражённых из очага радиоактивного загрязнения сотрудникам областной больницы и сотрудникам скорой помощи об их радиоактивном заражении не сообщили, вследствие чего не были предприняты полноценные и своевременные меры по защите персонала больницы от воздействия ионизирующего излучения (предположительно, активность по β-распаду на поверхности тел поступивших доходила до 2,2⋅104 Бк/см²). Впоследствии с персонала была взята подписка о неразглашении, в помещениях больницы проводились дезактивационные работы, персонал был обследован сотрудниками ФМБА, но лиц, получивших высокие дозы облучения, при этом не было выявлено.
Специалисты не подтвердили связь между событиями в Нёноксе и цезием-137, обнаруженным при обследовании персонала в организме у одного из медицинских работников больницы: было выдвинуто предположение, что этот химический элемент был в его пище.
В Министерстве здравоохранения Архангельской области подтвердили, что после лечения радиационных больных была проведена профилактическая обработка в помещениях учреждений здравоохранения и автотранспорта.

## Реакция
12 августа стало известно о том, что президент Путин подписал указ о награждении пяти погибших (Алексея Вьюшина, Евгения Коратаева, Вячеслава Липшева, Сергея Пичугина, Владислава Яновского) и трёх пострадавших сотрудников РФЯЦ-ВНИИЭФ орденами Мужества. Погибшие сотрудники ядерного центра были похоронены на аллее почётных захоронений саровского кладбища. Было принято решение об установке в Сарове памятника погибшим.
Несмотря на незначительное радиоактивное загрязнение, засекреченность информации об инциденте, несвоевременное оповещение и последующие действия властей в первые дни после аварии, а также вышедший весной 2019 года в прокат художественный мини-сериал «Чернобыль» вызвали в соцсетях и некоторых СМИ аналогии с радиационной аварией на Чернобыльской АЭС. Это же способствовало и тому, что местные жители массово скупали препараты иода, считая его панацеей от воздействия ионизирующего излучения, хотя его защитное действие проявляется только при угрозе поступления в организм иода-131 или других радиоактивных изотопов иода.

## Последствия
В результате движения воздушных потоков в атмосфере часть радиоактивных веществ, выброшенных в атмосферу при взрыве, была зафиксирована метеорологическими станциями России. Как сообщил исполнительный секретарь Организации Договора о всеобъемлющем запрещении ядерных испытаний (ДВЗЯИ) Лассина Зербо, 10 августа, через два дня после ЧП, станции радионуклидного мониторинга в Дубне и Кирове прекратили передачу данных в Международную систему мониторинга. 13 августа перестала поступать информация от станций в чукотском городе Билибино и алтайском селе Залесово. Заместитель главы МИД РФ Сергей Рябков, комментируя эти сообщения, заявил, что передача данных со станций национального сегмента мониторинга ядерных испытаний является делом добровольным, а также высказал мнение, что данный эпизод, «раскручиваемый» СМИ, не несёт никаких экологических рисков либо каких-то иных рисков для окружающей среды, населения, персонала.
Через несколько дней после инцидента, но не позднее 17 августа очевидцами были замечены два понтона с синими контейнерами — один понтон имел повреждения и находился в полузатопленном состоянии. Радио «Свобода» сообщило, что обнаруженные контейнеры идентичны используемым для транспортировки радиоактивных материалов и отходов, а понтоны были изготовлены и затем доработаны для нужд РФЯЦ-ВНИИЭФ. Начальник воинской части, обслуживающей полигон, предупредил жителей Нёноксы об опасности предметов, выброшенных после взрыва на берег, и рекомендовал не приближаться к ним.

Карта ОДВЗЯИ с предположительным распространением радиоактивного облака

18 августа исполнительный секретарь Организации договора о всеобъемлющем запрете ядерных испытаний (ОДВЗЯИ) Лассина Зербо на своей странице в Twitter опубликовал анимированную карту, изображающую предположительное движение радиоактивного облака после аварии.
19 августа, отвечая на вопросы журналистов перед переговорами с президентом Франции, президент России заявил об отсутствии какой-либо угрозы радиоактивного заражения.
23 августа специальный представитель президента России по вопросам природоохранной деятельности, экологии и транспорта Сергей Иванов заявил, что повышения радиационного фона вообще не было. В сообщениях Минобороны РФ ничего не говорилось о загрязнении — было заявлено только о непревышении пороговых значений. Вместе с тем о повышении радиационного фона (не доходящем до пороговых, как по гамма-, так и бета-излучениям) в первые дни после аварии официально сообщалось администрацией Северодвинска и Росгидрометом. В то же время станция исследования воздуха «Сванховд» в Норвегии смогла обнаружить только небольшое превышение содержания йода, которое является нормой для тех мест и появляется в результате фармацевтического производства.
2 сентября журналистами была опубликована видеозапись с побережья Нёноксы, на которой видно, что два радиоактивных понтона, использовавшиеся при испытаниях, находятся в устье реки Верховки на песчаной косе Двинской губы без какой-либо охраны, ограждений или предупредительных знаков. На 31 августа радиационный фон в 150 метрах от понтонов достигал 154 мкР/ч. Как утверждали местные жители, несколькими днями ранее в этом же месте дозиметры показывали 750 мкР/ч, при этом выброшенный на берег рядом с понтонами мусор также был радиоактивным — его излучение варьировалось от 150 до 190 мкР/ч. В самом посёлке Нёнокса фоновые значения не превышали 14 мкР/ч.
13 сентября президент Российской академии наук Александр Сергеев сообщил, что будут предприняты меры по ликвидации радиационно опасных объектов, а уровень радиации после взрыва входит в норму: «Темп релаксации радиации, который сейчас есть, вполне нормальный, объясним физическими процессами, распадом радиоактивных элементов, диффузией в пространстве». Губернатор Архангельской области Игорь Орлов на своей странице в социальной сети подтвердил, что разработан комплекс мероприятий по демонтажу и вывозу для утилизации технологического оборудования и по снятию с мели и транспортировке для утилизации радиоактивных понтонов. Эксперт программы «Безопасность радиоактивных отходов» Российского социально-экологического союза Андрей Ожаровский назвал ненормальной ситуацию с неизвестностью и неопределённостью вокруг реального воздействия инцидента на окружающую среду и здоровье людей, так как по закону Российской Федерации такая информация не может быть засекречена ни при каких условиях. Позже оборудование и понтоны действительно увезли.
21 ноября 2019 года при вручении орденов Мужества вдовам сотрудников, погибших в результате инцидента, президент России отметил, что погибшие специалисты разрабатывали важное направление, основанное на «передовых и не имеющих мировых аналогов технических идеях и решениях», и что «несмотря ни на что, мы, безусловно, будем совершенствовать это оружие».
10 февраля 2020 года президент РФ Путин за мужество, смелость, решительность, проявленные при спасении людей в экстремальных условиях, наградил медиков Архангельской областной клинической больницы, в которую привезли пострадавших при взрыве на полигоне Нёнокса, орденами мужества и медалями «За спасение погибавших». Также медалями «За спасение погибавших» были награждены трое сотрудников 2-го Архангельского объединённого авиаотряда (аэропорт Васьково). Официально в президентском указе не сказано, что награждают тех, кто участвовал в спасении пострадавших после инцидента в Нёноксе в августе 2019 года.